# Сабармати
Сабармати (гудж. સાબરમતી, хинди साबरमती) — река на западе Индии протяжённостью в 371 км. Берёт своё начало в хребтах Аравали штата Раджастхан. Площадь бассейна реки равна 21 674 км², длина оценивается в 371 километр. Река Сабармати впадает в Камбейский залив Аравийского моря. На берегах основаны крупные города Гуджарата, в частности Ахмадабад и Гандинагар.
Легенда гласит, что султан Ахмед-Шах, отдыхая на берегу реки, был вдохновлён смелостью кролика, преследовавшего овчарку, что решил основать в том месте город Ахмадабад в 1411.
Во время борьбы за независимость Индии Махатма Ганди построил на берегу реки свою резиденцию Сабармати Ашрам.

## См.также
- Реки Индии